# Nyamirama (Sektor)
Nyamirama (Kinyarwanda Umurenge wa Nyamirama) ist einer von 12 Sektoren im Distrikt Kayonza in der Ostprovinz von Ruanda.

## Geographie
Nyamirama hat eine Fläche von 61,08 km² und liegt auf einer Höhe von etwa 1600 m. Der Sektor unterteilt sich in die Zellen Gikaya, Musumba, Rurambi und Shyogo. Nachbarsektoren sind im Norden Mukarange, im Osten Rwinkwavu, im Südosten Kabarondo, im Südwesten Ruramira und im Westen Muhazi.

## Bevölkerung
Zur Volkszählung von 2022 betrug die Einwohnerzahl 38.562. Zehn Jahre zuvor waren es 30.528, was einem jährlichen Bevölkerungszuwachs von 2,4 Prozent zwischen 2012 und 2022 entspricht.

## Verkehr
Durch den Sektor verläuft die Nationalstraße 4.